# ابن حمزة الطوسي
عماد الدين أبو الحمزة محمد بن علي بن حمزة الطوسي، من أعلام الإمامية في القرن الخامس الهجري، ومن تلامذة الشيخ أبي جعفر محمد بن الحسن الطوسي. لم يُعرف تاريخ ولادته ووفاته على وجه الدقة. يُلقب بابن حمزة وبأبي حمزة.

## حياته ومكانته العلمية
يُعدّ أبو الحمزة الطوسي من العلماء البارزين في المدرسة الإمامية خلال القرن الخامس الهجري، وقد تلقى العلم على يد الشيخ الطوسي، أحد أكبر فقهاء الشيعة في تلك الحقبة. له عدة مؤلفات فقهية وكلامية، تدل على سعة علمه ومكانته بين معاصريه.

## مؤلفاته
من أبرز مؤلفاته:
- كتاب الوسيلة في مسائل الفقه
- كتاب المثاقب والمناقب

## مدفنه
دُفن أبو الحمزة الطوسي في كربلاء، في الوادي الأيمن بالقرب من باب طويريج، ويعرف قبره اليوم باسم مزار ابن الحمزة. وقد ثار جدل بين المؤرخين والنسّابين حول هوية صاحب هذا المزار، إذ نُسب إلى عدة شخصيات، منها:
- العلامة عماد الدين الطوسي، المشهور بلقب ابن الحمزة، كما ذهب إلى ذلك بعض المؤرخين.
- عبيد الله بن حمزة بن القاسم بن علي بن الحمزة بن الحسين بن عبيد الله بن العباس بن علي بن أبي طالب، وهو ما جاء في لوحة الزيارة المثبتة على القبر حاليًّا، إلا أن أغلب النسّابين يرون أن حمزة المكّنى بأبي يعلى المدفون قرب الحلة، والذي يُنسب إليه هذا القبر، لم يُعقّب.
- العلامة الحسن بن الحمزة الحلبي، كما جاء في كتاب فلك النجاة.[1]

ويُحتمل أن المقصود فعلاً بهذا المزار هو محمد بن علي بن حمزة الطوسي، تلميذ الشيخ الطوسي، كما رجّح بعض الباحثين.